# Torrecilla de la Orden
Torrecilla de la Orden est une commune de la province de Valladolid dans la communauté autonome de Castille-et-León en Espagne.

## Sites et patrimoine
Les édifices notables de la commune sont :
- Église Nuestra Señora de la Asunción et Santa María del Castillo (es).
- Chapelle del Carmen.

Église Nuestra Señora de la Asunción et Santa María del Castillo
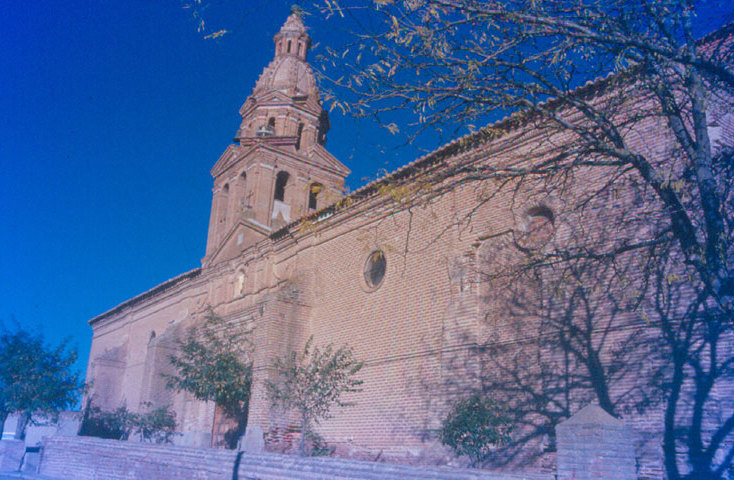
Fondation Joaquín Díaz.
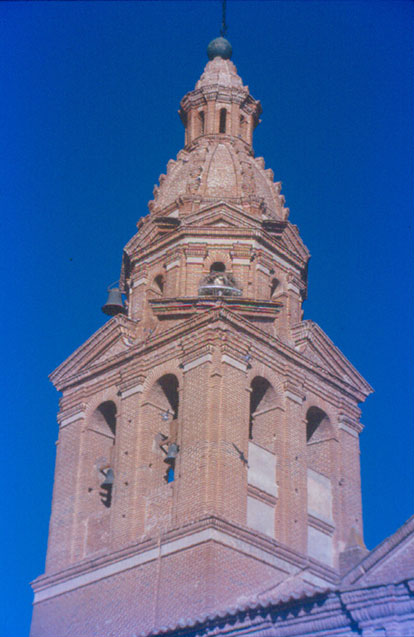
Fondation Joaquín Díaz.
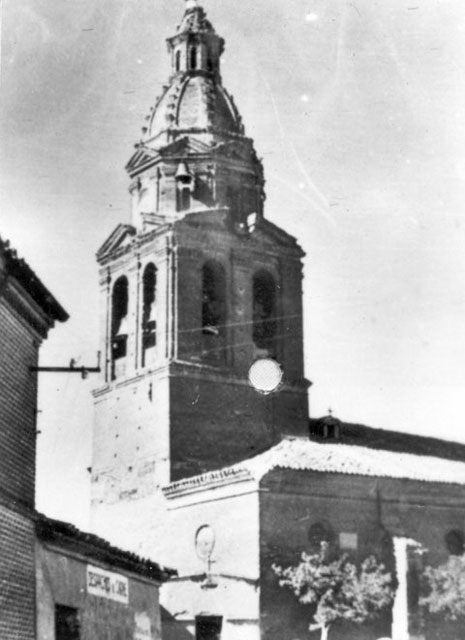
Fondation Joaquín Díaz.